# Ethel Reschke
Ethel Reschke, eigentlich Margarete Luise Hedwig Ottilie Reschke (* 24. April 1911 in Lauenburg in Pommern; † 5. Juni 1992 in Berlin) war eine deutsche Schauspielerin. Sie war von 1931 bis 1971 in ungefähr 40 deutschen Spielfilmen zu sehen, teilweise auch mit Gesangsaufnahmen.

## Leben und Arbeit
Ethel Reschke, Tochter eines Schulrates und einer Gesangslehrerin, verbrachte ihre Kindheit und Jugend in Kolberg. Nachdem ihr Vater wegen seiner judenfreundlichen Haltung seinen Arbeitsplatz verloren hatte, übersiedelte die Familie nach Berlin. Obwohl die Eltern sie zur Kindergärtnerin bestimmt hatten, nahm Ethel Reschke Schauspielunterricht bei Leontine Sagan, die ihr auch eine kleine Rolle in ihrem Film Mädchen in Uniform (1931) verschaffte. Daneben arbeitete sie auf der Bühne, wo sie ihren ersten großen Erfolg in Brechts Dreigroschenoper hatte. Engagements hatte sie u. a. am Berliner Theater am Schiffbauerdamm und am Theater am Kurfürstendamm.
Von 1937 an stand Ethel Reschke häufiger vor der Kamera. Im nationalsozialistischen Film war sie als Komödiantin die ideale Verkörperung leichtfertiger junger Frauen mit frechem Mundwerk und volkstümlichem Einschlag. In Nebenrollen prägte sie sich dem Publikum als Darstellerin von Dienstmädchen, Arbeiterinnen und Halbweltdamen ein. Sie war in Propagandafilmen wie Im Namen des Volkes (1939), Stukas (1941), Sechs Tage Heimaturlaub (1941) und Ein schöner Tag (1943) zu sehen, aber auch in zwei Filmen von Helmut Käutner: in Romanze in Moll (1943) spielte sie ein Straßenmädchen und in Große Freiheit Nr. 7 (1944) das Flittchen Margot, das keinem Matrosen lange treu bleibt. Sie stand 1944 in der Gottbegnadeten-Liste des Reichsministeriums für Volksaufklärung und Propaganda.
Nach dem Ende des Zweiten Weltkrieges wurde Ethel Reschke von dem schlesischen Parodisten Ludwig Manfred Lommel fürs Kabarett entdeckt, ging mit ihm auf Tournee und arbeitete auch an Berliner Kabarettbühnen. 1948 erregte sie in Günter Neumanns Berliner Kabarettsendereihe Die Insulaner Aufmerksamkeit, besonders mit ihrem Insulanerlied, das sich als zugkräftiger Schlager erwies. Daneben sang sie Chansons und Moritaten. Auch ihre Filmkarriere konnte Ethel Reschke problemlos fortsetzen, etwa in Helmut Käutners Film Der Hauptmann von Köpenick (1956), in dem sie neben Heinz Rühmann die „Pleureusenmieze“ spielte, um die die Männer in Streit geraten. Seit Beginn der 1960er Jahre wirkte sie häufig auch in Fernsehproduktionen mit; zum letzten Mal stand sie 1977 in einem US-amerikanischen Film (The Late Show / Die Katze kennt den Mörder) vor der Kamera. Ihre letzten Lebensjahre verbrachte Ethel Reschke zurückgezogen in Berlin.
Sie wurde auf dem Waldfriedhof Zehlendorf in Berlin beigesetzt. 2009 wurde die Grabstätte aufgelassen.

## Filmografie (Auswahl)
- 1931: Mädchen in Uniform
- 1937: Hahn im Korb
- 1938: Am seidenen Faden
- 1940: Die 3 Codonas
- 1940: Casanova heiratet
- 1940: Der dunkle Punkt
- 1941: Stukas
- 1941: Sechs Tage Heimaturlaub
- 1943: Romanze in Moll
- 1944: Große Freiheit Nr. 7
- 1945: Der stumme Gast
- 1950: 0 Uhr 15 Zimmer 9
- 1951: Königin einer Nacht
- 1952: Der bunte Traum
- 1952: Der keusche Lebemann
- 1952: Meine Frau macht Dummheiten
- 1952: Drei Tage Angst
- 1952: Mein Herz darfst Du nicht fragen
- 1953: Der Onkel aus Amerika
- 1953: Die Rose von Stambul
- 1953: Christina
- 1954: Die goldene Pest
- 1955: Zwei blaue Augen (1955)
- 1956: Der Hauptmann von Köpenick
- 1957: Siebenmal in der Woche
- 1957: Die fidelen Detektive
- 1958: Heiratskandidaten
- 1959: Das kunstseidene Mädchen
- 1960: Wir Kellerkinder
- 1960: Einer von Sieben (Fernsehfilm)
- 1960: Im Namen einer Mutter
- 1962: Jeder stirbt für sich allein (Fernsehfilm)
- 1963: Tim Frazer (Fernsehserie)
- 1963: Das Kriminalmuseum – Zahlencode N (Fernsehserie)
- 1963: Meine Frau Susanne – Große Wäsche (Fernsehserie)
- 1968: Mehrmals täglich
- 1969: Meine Schwiegersöhne und ich (Fernsehserie)
- 1971: Rosy und der Herr aus Bonn
- 1972: Der Kommissar – Die Tote im Park (Fernsehserie)
- 1973: Der Kommissar – Schwarzes Dreieck (Fernsehserie)
- 1977: Kanthe (Fernsehfilm)

## Synchronisation
Als Synchronsprecherin lieh sie u. a. Ruth Gordon (Wo ist Papa?), Elsa Lanchester (Das Privatleben Heinrichs VIII., zweite Synchronfassung; Die sündige Stadt) und Claire Trevor (Höllenfahrt nach Santa Fé) ihre Stimme.